# Balog Imre (sakkozó)
Balog Imre (Békéscsaba, 1991. október 28. –) magyar sakkozó, nemzetközi nagymester, csapatban U18 Európa-bajnok, kétszeres egyetemi-főiskolai magyar bajnok.

## Pályafutása
2004-ben megnyerte az Országos Sakk Diákolimpia 3. korcsoportos versenyét, amely eredményét 2007-ben az 5. korcsoportban megismételte.
2005-ben 2-3. helyen végzett az U14 korosztályos magyar bajnokságon. 2006-ban az U16 korosztályban 3. helyezést ért el. 2008-ban az U18 korosztályos magyar bajnokságon a 3-4. helyen végzett, 2009-ben már megnyerte ennek a korosztálynak a bajnokságát.
2010-ben az U20 junior magyar bajnokságon a 2. helyet szerezte meg.
2006-tól a Maróczy Géza Központi Sakkiskola tanulója volt.
2011-ben és 2012-ben megnyerte az egyetemi-főiskolai magyar bajnokságot.
2008-ban kapta meg a nemzetközi mesteri címet, 2011-ben szerezte meg a nemzetközi nagymesteri fokozatot, amelyet a 2009. évi magyar és a 2010. évi román csapatbajnokságon elért eredményével, valamint a 2010. júniusi First Saturday GM versenyen elért pontszámával teljesített.
A 2017. februárban érvényes Élő-pontértéke a klasszikus sakkjátékban 2563, rapidsakkban 2606, villámsakkban 2632. A magyar ranglistán az aktív játékosok között a 13. helyen állt. Legmagasabb pontértéke a 2017. februárban elért 2563 pont.

## Kiemelkedő versenyeredményei
- 1. helyezés Bacsur Memorial FIDE Open verseny (2006 és 2007)[13]
- 2. helyezés First Saturday IM verseny, 2007 Budapest[14]
- 1-2. helyezés Chess Festival IM Balatonlelle (2007)[15]
- 1-2. helyezés International Children's Chess Games Vojvodina 2007 – Serbia[16]
- 1. helyezés I. Bereki Ősz, Berekfürdő (2007)[17]
- 1-2. helyezés XVII. Erkel-emlékverseny, Gyula (2007)[18]
- 1. helyezés Gyöngyösi Lázár emlékverseny Gyula (2007, 2009 és 2010)[19][20]
- 3. helyezés First Saturday GM (2009)[21]
- 1. helyezés: 30. Erkel emlékverseny Gyula, 2010[22][23]
- 1. helyezés: Arad Open (2011[24] és 2012[25])[26][27]
- 2. helyezés: I. Tittel Pál Kupa, Pásztó, 2011[28]
- 1. helyezés: Félegyházi László emlékverseny (rapidsakk), Debrecen 2011.[29]
- 2. helyezés: 1. KWS Villám Open Győr, 2012[30]
- 1. helyezés: 6. Ság-hegy Kupa Szobi Tibor emlékverseny[31]
- 1. helyezés: II. Hagymatikum Kupa, Makó 2013[32]
- 2. helyezés: Open Gabcikovo 2013 (Bős)[33]
- 1. helyezés: II. Fehérvár-Böllhoff Kupa (2013)[34]
- 1. helyezés: 2013. évi magyar villámsakk-bajnokság[35]
- 2. helyezés: Great Hopes nemzetközi nagymesterverseny (2013. 11.)[36]
- 1. helyezés: II. Lugosi Emlékverseny, Dunaharaszti (2013)[37]

## Csapateredményei
2007-ben az U16 korosztályos sakkvilágbajnokságon a magyar csapat tagjaként ezüstérmet szerzett.
2007-ben és 2009-ben a magyar válogatottban 1. helyezést, 2008-ban 2. helyezést ért el az U18 korosztályos Európa-bajnokságon. 2009-ben a mezőnyben a 2. legjobb egyéni eredményt érte el.

## Díjai, elismerései
2005: A Magyar Köztársaság jó tanulója, jó sportolója